# Rye (New York)
Pour les articles homonymes, voir Rye.
Rye est une cité (city) de l'État de New York aux États-Unis.

## Démographie
Au recensement de 2010, la population de Rye était de 15 720 habitants.

## Géographie
La superficie est de 51,9 km².

## Histoire
La plus ancienne maison de cette ville, la Timothy Knapp House, date de 1667. 
Playland, aussi appelé Rye Playland, est un parc d'attractions historique situé sur le territoire de Rye. Il a ouvert ses portes à la fin du XVIIe siècle et est classé monument historique.

## Personnalités liées à la ville
- Jason Bateman, acteur, réalisateur et producteur américain y est né.
- Anna Marguerite McCann (1933-2017), archéologue et historienne de l'art américaine, y a grandi[3].
- Gertrude Neumark (1927-2010), physicienne américaine, y est morte.
- Liz Sheridan (1929-2022), actrice américaine, y est née.
- Tina Strobos, Juste parmi les Nations néerlandaise, y est morte.
- Robert C. Wetenhall (1935-2021), homme d'affaires et propriétaire des Alouettes de Montréal y est né.
- Justin Henry, acteur dans Kramer vs Kramer y est né;